# Pristimantis parectatus
Pristimantis parectatus es una especie de anfibio anuro de la familia Craugastoridae.

## Distribución
Esta especie es endémica de la ladera oriental de la Cordillera Central en Colombia. Habita entre los 1800 y 2850 m de altitud:
- en los municipios de Pensilvania y Samaná en el departamento de Caldas;
- en el municipio de Guatapé en el departamento de Antioquia.[4]

## Descripción
Los machos miden de 14.2 a 16.0 mm y las hembras de 22.5 a 27.0 mm.

## Publicación original
- Lynch & Rueda-Almonacid, 1998 : New frogs of the genus Eleutherodactylus from the eastern flank of the northern Cordillera Central of Colombia. Revista de la Academia Colombiana de Ciencias Exactas Físicas y Naturales, vol. 22, n.º 85, p. 561-570[5]